# Спинелли, Брунелло
Бруне́лло Спине́лли (итал. Brunello Spinelli; 26 мая 1939, Флоренция — 6 февраля 2018, Флоренция) — итальянский ватерполист, выступавший за национальную сборную Италии по водному поло во второй половине 1950-х годов. Чемпион летних Олимпийских игр в Риме, игрок римского клуба G.S. Fiamme Oro.

## Биография
Брунелло Спинелли родился 26 мая 1939 года во Флоренции, Италия.
На клубном уровне выступал за команду G.S. Fiamme Oro из Рима.
Наибольшего успеха в своей спортивной карьере добился в сезоне 1960 года, когда вошёл в основной состав итальянской национальной сборной и удостоился права защищать честь страны на домашних летних Олимпийских играх в Риме. На предварительном этапе итальянские ватерполисты выиграли у Румынии, ОАР и Японии, набрав максимальное возможное количество очков. Затем победили СССР, Югославию и Германию, тогда как с венграми сыграли вничью — заняли первое место по набранным очкам и тем самым завоевали золотые олимпийские медали. При этом Спинелли стоял на воротах в двух матчах своей команды. 
За победу на Олимпийских играх, как и все члены сборной, в 2015 году получил от Олимпийского комитета Италии награду Collari d'oro al merito sportivo.
Умер 6 февраля 2018 года во Флоренции в возрасте 78 лет.